# Nonanol
Nonanol, CH3(CH2)8OH – organiczny związek chemiczny z grupy alkoholi, zbudowany z dziewięciowęglowego prostego łańcucha węglowego i grupy hydroksylowej przy atomie węgla 1.
Jest to bezbarwna lub lekko żółta ciecz o woni drzewa cytrusowego. Występuje naturalnie w pomarańczach. Wykorzystywany jest w produkcji sztucznego oleju cytrynowego. Różne jego estry są używane w perfumerii.